# 7 Vezes
7 Vezes är det sjunde albumet med låtar och femte nya brasilianska bandet O Rappa. Inleddes den 15 augusti 2008 genom Warner Music skivbolag. Titeln hänvisar till det faktum att det är det sjunde albumet från bandets diskografi. Låten som valts för första singel, Monstro Invisível varit släppt den 8 juli genom portalen Claro Ideas.

## Låtlista
| Nr | Musik                     | Tid  |
| -- | ------------------------- | ---- |
| 1  | "Meu Santo Tá Cansado"    | 5:08 |
| 2  | "Verdade de Feirante"     | 4:45 |
| 3  | "Hóstia"                  | 3:23 |
| 4  | "Meu Mundo é o Barro"     | 4:39 |
| 5  | "Farpa Cortante"          | 4:15 |
| 6  | "Em Busca do Porrão"      | 4:25 |
| 7  | "7 Vezes"                 | 5:12 |
| 8  | "Monstro Invisível"       | 4:40 |
| 9  | "Maria"                   | 5:17 |
| 10 | "Súplica Cearense"        | 6:02 |
| 11 | "Fininho da Vida"         | 4:50 |
| 12 | "Documento"               | 3:59 |
| 13 | "Respeito pela Mais Bela" | 3:51 |
| 14 | "Vários Holofotes"        | 3:55 |